# Отвель (коммуна)
Отве́ль (фр. Hautevelle) — коммуна во Франции, находится в регионе Франш-Конте. Департамент — Верхняя Сона. Входит в состав кантона Сен-Лу-сюр-Семуз. Округ коммуны — Люр.
Код INSEE коммуны — 70284.

## География
Коммуна расположена приблизительно в 320 км к востоку от Парижа, в 70 км севернее Безансона, в 27 км к северу от Везуля.
По территории коммуны протекает река Рож (фр. Rôge), на юго-востоке расположено озеро Бёшо (фр. Beuchot). Около половины территории коммуны покрыто лесами.

## Население
Население коммуны на 2010 год составляло 256 человек.
| 1962 | 1968 | 1975 | 1982 | 1990 | 1999 | 2010 |
| ---- | ---- | ---- | ---- | ---- | ---- | ---- |
| 342  | 300  | 296  | 319  | 251  | 259  | 256  |

## Администрация
| Период | Период | Фамилия    | Партия | Примечания |
| ------ | ------ | ---------- | ------ | ---------- |
| 2001   | 2008   | Клод Шу    |        |            |
| 2008   | 2014   | Поль Лоран |        |            |

## Экономика
В 2010 году среди 154 человек трудоспособного возраста (15—64 лет) 97 были экономически активными, 57 — неактивными (показатель активности — 63,0 %, в 1999 году было 68,4 %). Из 97 активных жителей работали 90 человек (52 мужчины и 38 женщин), безработных было 7 (6 мужчин и 1 женщина). Среди 57 неактивных 16 человек были учениками или студентами, 23 — пенсионерами, 18 были неактивными по другим причинам.